# Draguć
 Draguć  (olaszul: Draguccio) falu Horvátországban, Isztria megyében. Közigazgatásilag Cerovljéhez tartozik.

## Fekvése
Az Isztriai-félsziget közepén, Pazintól 12 km-re (közúton 17 km-re) északkeletre, községközpontjától 7 km-re északra egy dombtetőn fekszik.

## Története
A részészeit leletek tanúsága szerint területe már a római korban is lakott volt. A mai település az isztriai őrgrófok 11. századi vára körül alakult ki. A várat 1102-ben II. Ulrik isztriai őrgróf adománylevelében említik először „Draviue” alakban. Ekkor került az aquileiai pátriárka birtokába. 1350-től a pazini grófok birtoka, majd 1523-ban az osztrák-velencei háborúk következtében velencei uralom alá került. Német neve „Dragutsch”, velencei neve „Draguchi” volt. A velencei határvédelmi rendszer egyik fontos vára volt, azonban a 17. század elején az uszkók háború során súlyosan megrongálódott, majd közvetlenül ezután a települést pestisjárvány is sújtotta. A vár területén a 15. században épült fel a Szent Kereszt tiszteletére szentelt plébániatemploma. Ezt követően az egész települést F. Basadonna velencei építész tervei szerint saroktornyokkal megerősített védőfalakkal vették körül. A plébániatemplom előtti téren állt a közösség kútja, székháza és a gabonaraktár épülete. Már akkor elkezdődött a település délkeleti irányú terjeszkedése, mely a 18. és 19. században is folytatódott. Ekkor nyerte el a település hosszában futó főutca mai formáját gazdag barokk és klasszicista lakóházaival. A településnek 1857-ben 271, 1910-ben 384 lakosa volt. Lakói kizárólag gyümölcstermesztéssel (szőlővel, olajbogyóval, fügével, cseresznyével) és állattartással (szarvasmarha és sertés) foglalkoztak. 2011-ben 67 lakosa volt.

## Lakosság
| Lakosság változása | Lakosság változása | Lakosság változása | Lakosság változása | Lakosság változása | Lakosság változása | Lakosság változása | Lakosság változása | Lakosság változása | Lakosság változása | Lakosság változása | Lakosság változása | Lakosság változása | Lakosság változása | Lakosság változása | Lakosság változása |
| ------------------ | ------------------ | ------------------ | ------------------ | ------------------ | ------------------ | ------------------ | ------------------ | ------------------ | ------------------ | ------------------ | ------------------ | ------------------ | ------------------ | ------------------ | ------------------ |
| 1857               | 1869               | 1880               | 1890               | 1900               | 1910               | 1921               | 1931               | 1948               | 1953               | 1961               | 1971               | 1981               | 1991               | 2001               | 2011               |
| 271                | 281                | 303                | 314                | 354                | 384                | 885                | 877                | 280                | 285                | 211                | 153                | 118                | 92                 | 79                 | 67                 |

## Nevezetességei
- A Szent Kereszt tiszteletére szentelt plébániatemploma a 15. században épült, majd ezt követően többször átépítették. Orgonája 1717-ben készült, berendezése 19. századi. 1866-ban készült márvány főoltárán a Szent kereszt mellett Szent Péter és Pál apostolok szobrai állnak. Szent Fábián és Sebestyén oltára 1848-ban készült, oltárképét Venerio Trevisan festette. Különálló harangtornya 1847-ben épült, 28 méter magas.
- A település keleti bejáratánál áll a Rózsafüzér királynője tiszteletére szentelt templom, mely 1641-ben a korábbi templom helyén épült és többször megújították. Fennmaradt eredeti oltára a Kármelhegyi Boldogasszony késő gótikus képével. Több berendezési tárgya is van, melyek valamelyik másik dragući templomból kerültek ide. Közülük a legértékesebbek Szent Szilveszter pápa szobra az azonos titulusú egykori templomból, az ószövetségi szenteket ábrázoló retabló (az oltár menzájának hátsó szélére, vagy mögéje épített hátfal) a Szent Elizeus templomból, továbbá a Szent Rókus templom retablója. A templomot 1891-ben és 1989-ben megújították.
- Szent Elizeus tiszteletére szentelt, a temetőben álló temploma[4] a település legősibb szakrális építménye a 12. században épült román stílusban. Egyhajós épület félköríves apszissal, ismeretlen mester által készített 13. századi faliképei a templom szinte teljes belső falfelületén jó állapotban maradtak fenn. Az oltár menzájául egy 1-2. századi római feliratos sírkő szolgál, melyet eredeti helyére állítottak vissza. A falakon a 14. – 16. századból származó díszítő festés látható.
- A település nyugati bejárata előtt, az egykori várkapu helyén áll Szent Rókus tiszteletére szentelt temploma.[5] A templom a 16. század elején épült négyszög alaprajzú épület erős dongaboltozattal, alacsony nyitott harangtoronnyal és előtérrel. A falakat és a boltozatot falfestmények díszítik, padovai (tulajdonképpen kaščergai származású) Antonio mester alkotásai 1529-ből (glagolita felirat) és 1537-ből (latin felirat).